# HD 110317
HD 110317，又名BD-12 3676，SAO 157447、HR 4821，是一颗恒星，视星等为6.08，位于銀經299.1，銀緯49.78，其B1900.0坐标为赤經12h 36m 4.3s，赤緯-12° 49.78′ 54″。